# エルヴォー
エルヴォー （Airvault）は、フランス、ヌーヴェル＝アキテーヌ地域圏、ドゥー＝セーヴル県のコミューン。

## 地理

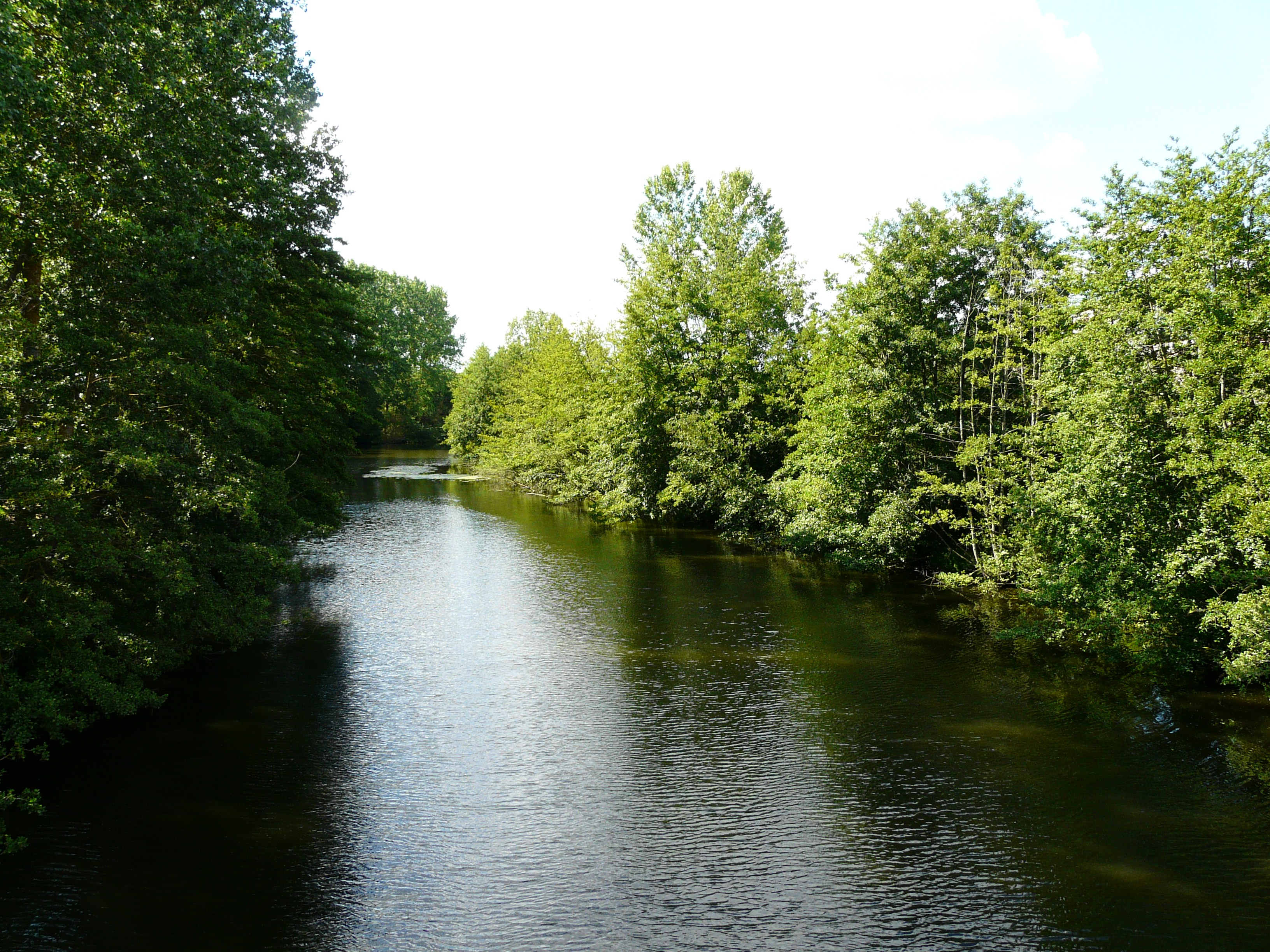
ヴェルネ橋付近のトゥエ川

県北東部、オー＝ポワトゥー地方に位置する。花崗岩と石灰岩、それぞれが主体の地域の谷に囲まれている。町の北西部分はトゥエ川の右岸で、川は平野とガティヌ地方の教会となっている。町は、ミルボー、ブレシュイール、トゥアール、パルトネー、ポワティエといった都市中心部から伸びる道路の交差点である。エルヴォーは、モンコントゥール、アルジャントン＝シャトー、サン・ヴァラン、サン・ルー・ルメレ、そしてサン＝ジュアン＝ド＝マルヌからの道路網の中心でもある。エルヴォーの近くには古いローマ道が通っていた。それはリモヌム（ポワティエ）とユリオマグス（アンジェ）を結んでいた。
エルヴォーはポワティエから約60kmの距離にあるが、子爵が代々治めた町トゥアールからは20kmの距離である。

## 歴史
1939年11月6日、ナチスドイツのポーランド侵攻後、フランス参謀部は、ポーランド義勇兵師団または16,000人の兵士たちのためヴェリュシェの森にベースキャンプと戦時倉庫を設置することに決めた（訓練キャンプはグルジェとテヌゼにあった）。1940年1月4日の合意により、ポーランド軍はフランスにおいて再建された。ポーランド亡命政府がアンジェにおかれた。同盟国内にある外国軍としてこの軍は、フランス軍司令官の権限の下にあった。師団本部はパルトネー近くの町におかれていた。このベースキャンプは後にドイツ軍に占領され、マグレブ兵士捕虜たちが収容されていた。
1973年1月1日より、エルヴォーはボルク＝シュル＝エルヴォー、ブセ、スリエーヴルと合併した。1985年1月1日、ブセは合併を解消して再び単独のコミューンとなった。ボルク＝シュル＝エルヴォーとスリエーヴルは準コミューンの地位を保持しており、それぞれのコミューンの首長はエルヴォー自治体議会に出席しなければならない。

## 経済
イタリアのイタルチェメンティグループの子会社、シマン・フランセの工場がある。

## 人口統計
| 1975年 | 1982年 | 1990年 | 1999年 | 2006年 | 2012年 |
| ------ | ------ | ------ | ------ | ------ | ------ |
| 3855   | 3797   | 3234   | 3097   | 3146   | 3047   |

参照元:1975年から1999年までは複数コミューンに住所登録をする者の重複分を除いたもの。それ以降は当該コミューンの人口統計によるもの。source = Insee : 1968-1999, 2006, 2011, 2012.

## 史跡
- エルヴォー城 - 11世紀。フランス歴史文化財[10]
- ステレーヌの泉
- サン・ピエール修道院およびサン・ピエール教会 - 12世紀。旧修道院は廃墟。教会は現在教区教会として運営されている。
- ヴェルネ橋 - トゥエ川に架かる中世の橋。フランス歴史文化財[11]

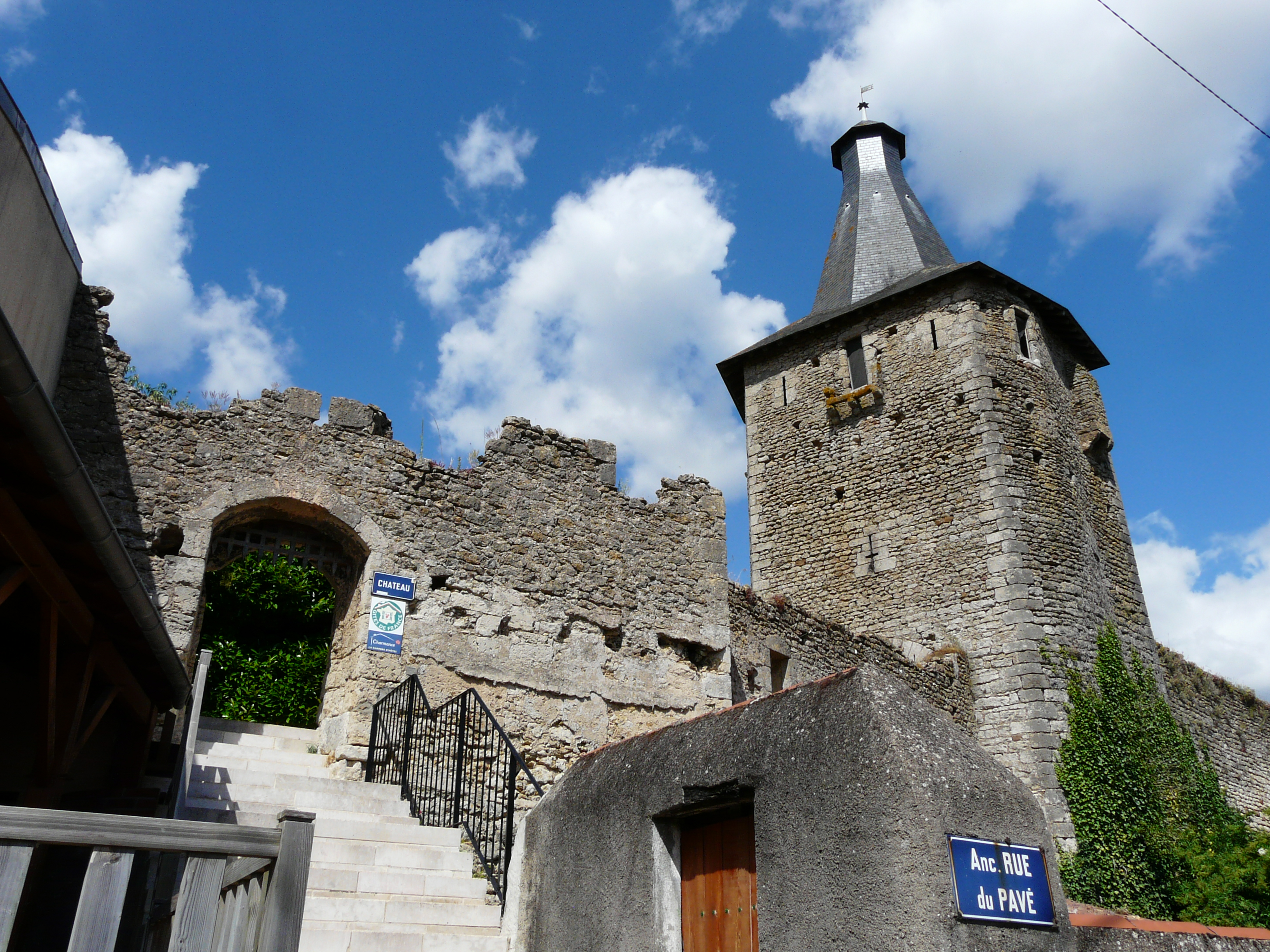
エルヴォー城
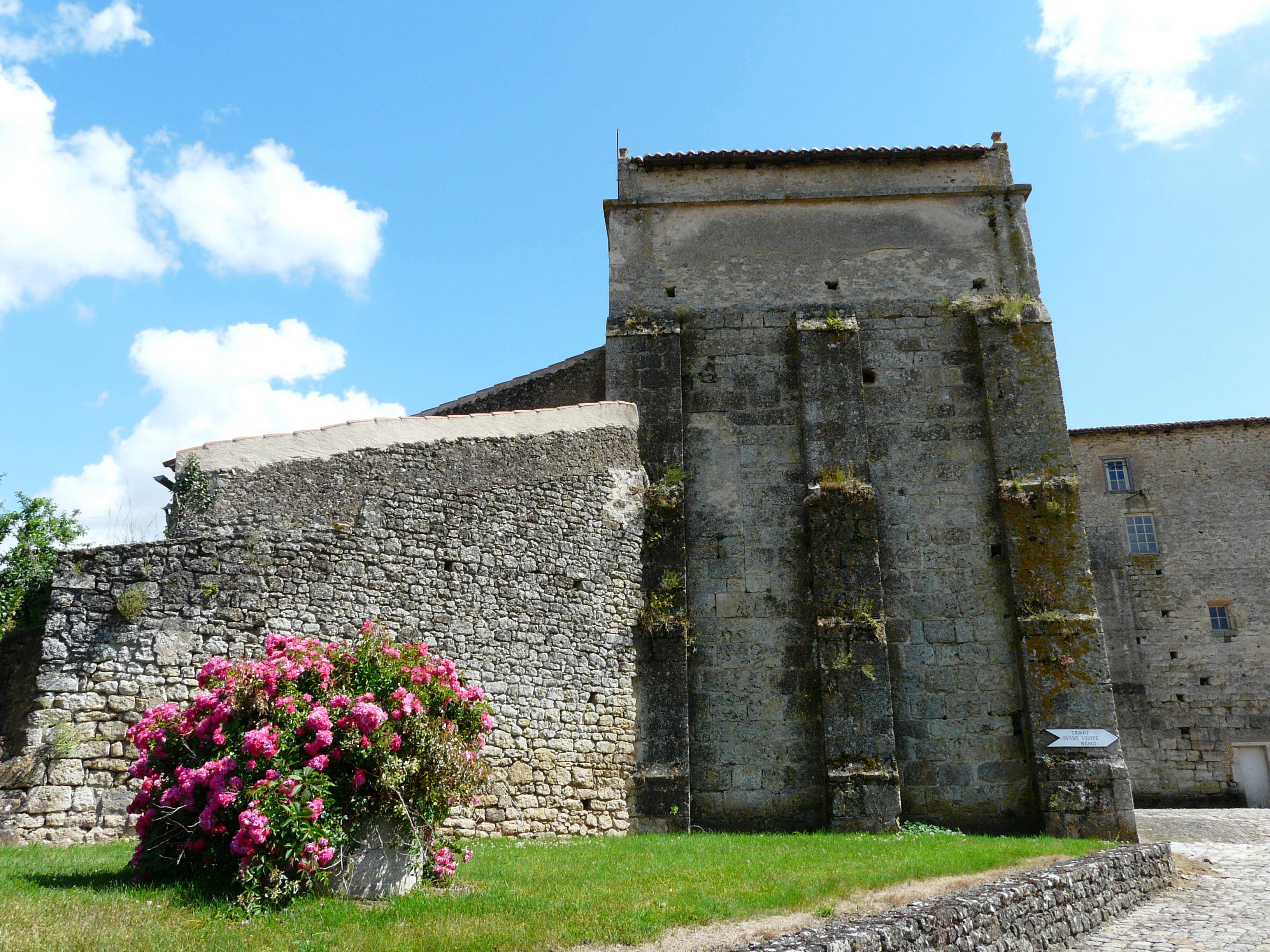
旧修道院
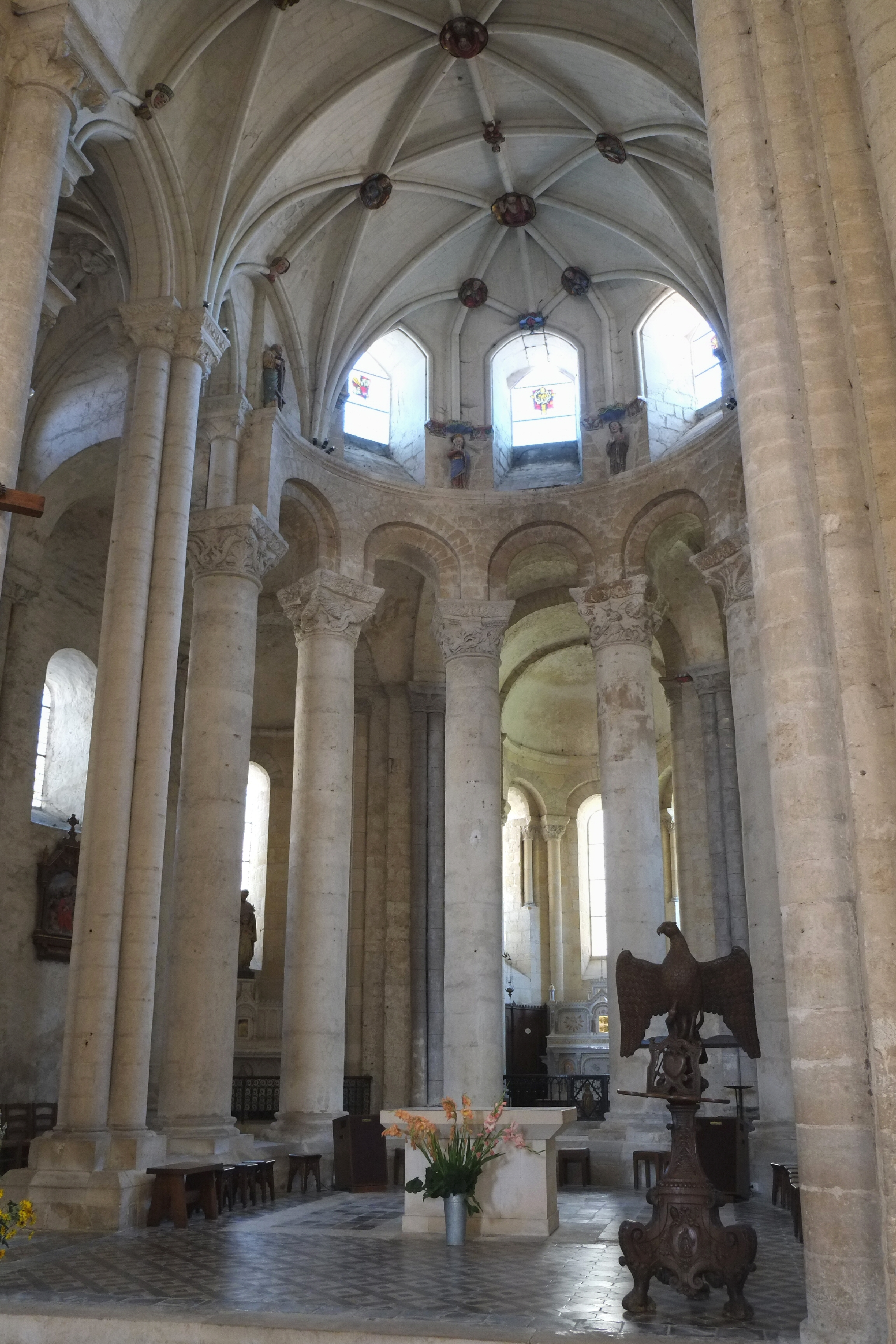
教会内陣
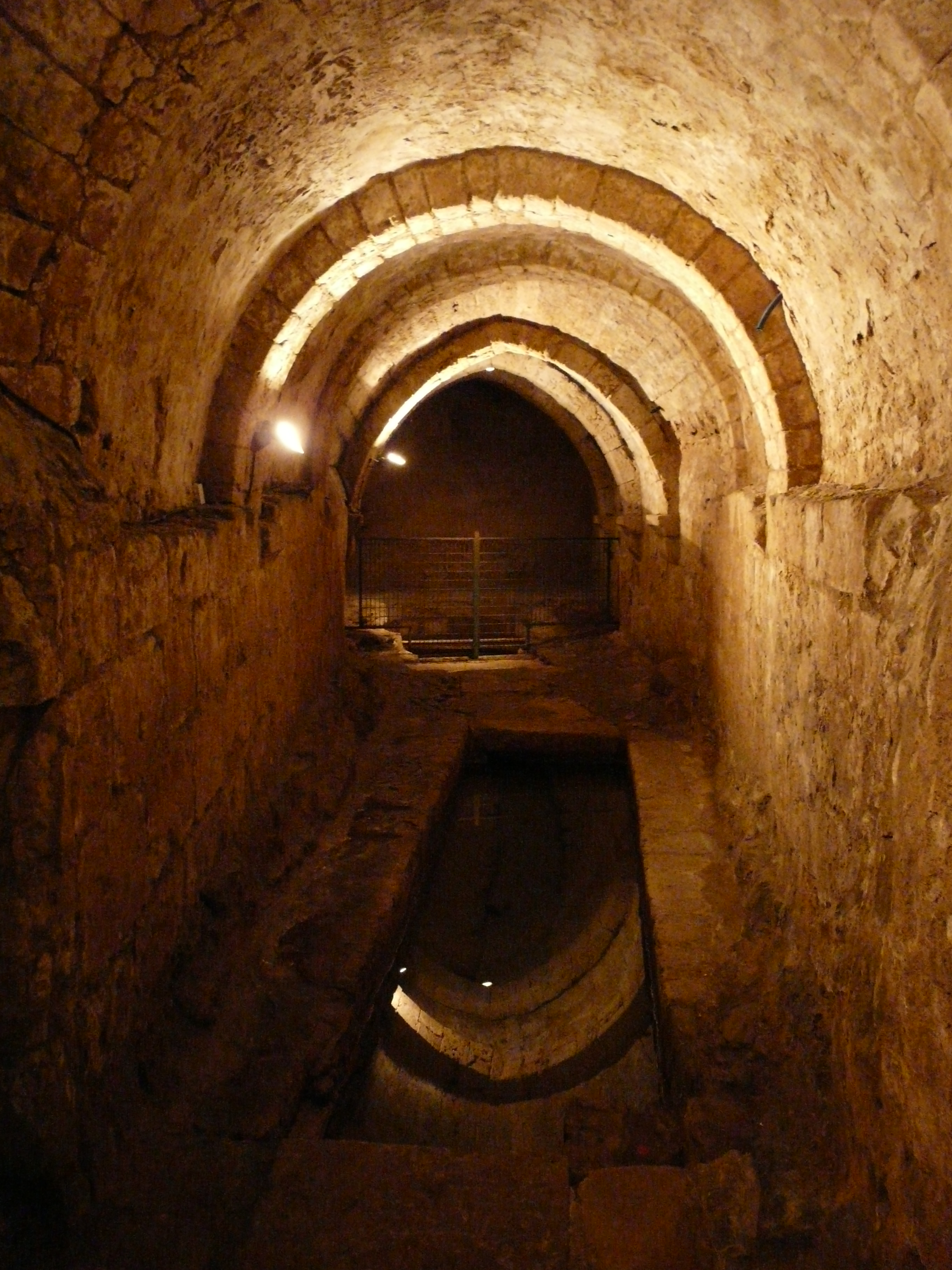
ステレーヌの泉
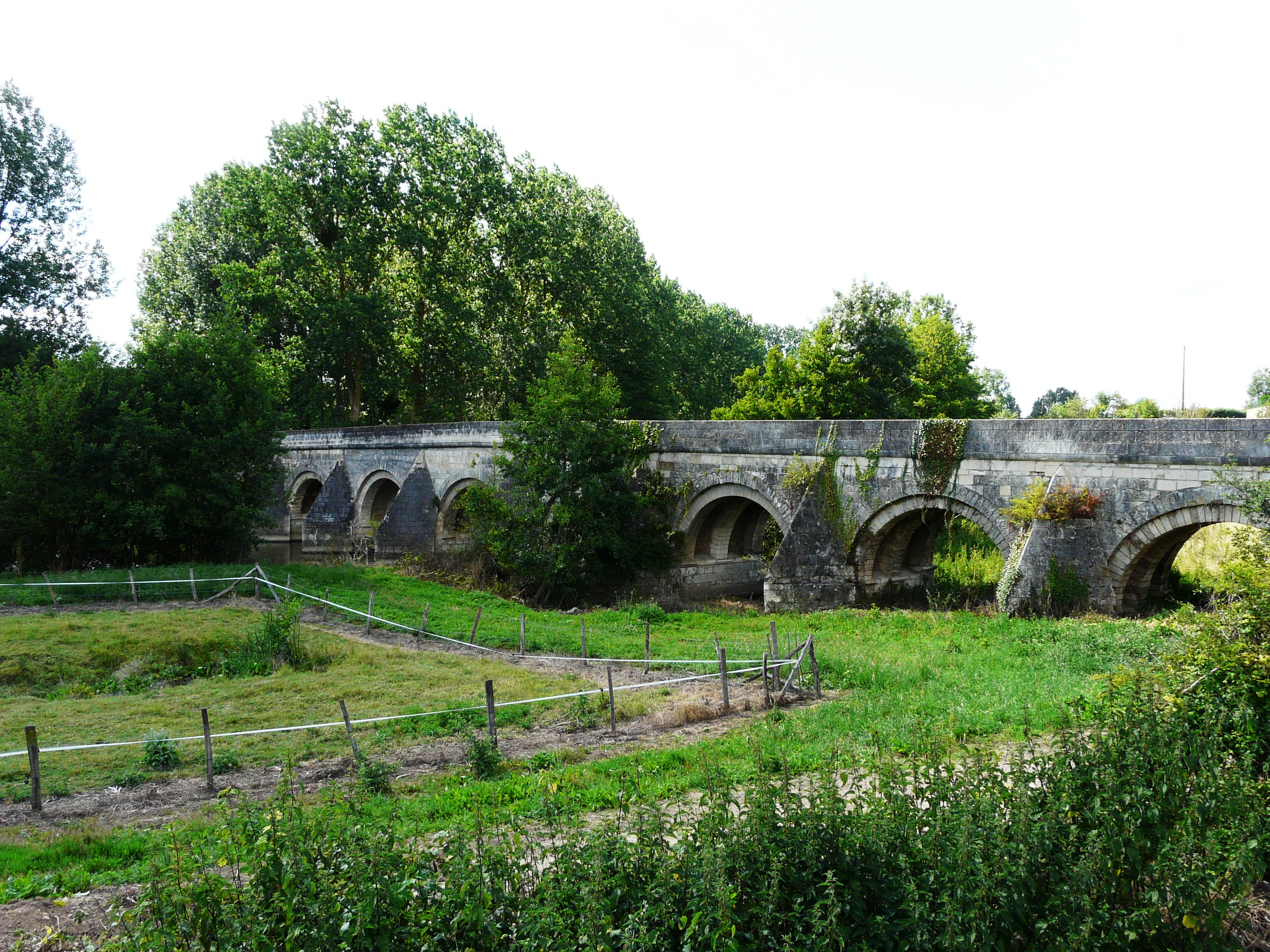
ヴェルネ橋